# ハラキリ (映画)
『ハラキリ』（Harakiri、英語別題：Madame Butterfly）は、フリッツ・ラングが監督して1919年に制作したサイレントのドイツ映画。この作品は、日本に関する主題を取り上げ、日本の文化を描いた最も初期の映画のひとつである。アメリカ合衆国などの各国では、『マダム・バタフライ』として公開されたが、これはエポニムにより名付けられたジャコモ・プッチーニの1904年のオペラ『蝶々夫人』の原作となった短編小説『マダム・バラフライ』を、この映画も原作としていたためであった。この映画では、リル・ダゴファーが主役の「オタケさん (O-Take-san)」を演じた。
日本では長らく劇場未公開であったが、2005年に映画祭「ドイツ時代のラングとムルナウ」の中で上映された。

## あらすじ
以下は、平井正の紹介による。
外交使節としてヨーロッパを訪れていた大名トクヤワ (Tokujawa) が帰国し、娘であるオタケさん (O-Take-San) は父を迎える。そこに現れた坊主 (Der Bonze) は、トクヤワが異国へ赴き信仰を失ったと誹り、オタケさんを巫女にしろと強要する。トクヤワは娘に決定を委ね、オタケさんは坊主のもとに出向いて巫女にはならないと告げる。
3週間後「落葉」の祭り (Fest der "Fallenden Blätter") に際し、坊主はミカドにトクヤワのことを中傷する。ミカドからの使者は、トクヤワに切腹（ハラキリ）の勅命を伝えて、短刀を与える。オタケさんが客たちと祭りを祝っている間に、トクヤワは切腹する。
坊主はオタケさんを拉致し、巫女にしようとする。某国の海軍士官オーラフ・Ｊ・アンダーソン (Olaf J. Anderson) は、偶然オタケさんと出会うが、オタケさんは岩穴に監禁される。寺男カラン (Karan, Tempeldiener) は彼女を監禁から解き、長崎にあるヨシワラの茶屋主キン・ベ・アラキ (Kin-be-Araki, Teehausverwalter) に彼女を渡す。アンダーソンは、金でオタケさんを買い、999日間の期限で結婚する。しかし、アンダーソンは帰国することとなる。
帰国したアンダーソンには、婚約者エーファ (Eva, seine Frau) が待っていた。一方、オタケさんは、男児を出産し、アンダーソンは手紙で知らせを受け取る。マタハリ公 (Prinz Matahari) がオタケさんに身請け話を持ちかけるが、アンダーソンを待つ彼女はこれを拒む。
アンダーソンは、妻エーファをともに、再び長崎へやって来る。オタケさんは、アンダーソン夫妻に息子を委ね、父の遺した短刀で自らの命を絶つ。

## キャスト
タイトル登場順。
- パウル・ビーンスフェルト（ドイツ語版） - 大名トクヤワ (Tokuyawa, der Daimyo)
- リル・ダゴファー - オタケさん、トクヤワの娘 (O-Take-San, seine Tochter)
- ゲオルク・ヨーン（ドイツ語版） - 坊主 (Der Bonze)
- ルドルフ・レッティンゲル（ドイツ語版） - 寺男カラン (Karan, Tempeldiener)
- エルナー・ヒューブシュ（ドイツ語版） - 茶屋主キン・ベ・アラキ (Kin-be-Araki, Teehausverwalter)
- ケート・キュスター (Käte Küster) - ハナケ、オタケさんの侍女(Hanake, O-Take-San's Dienerin)
- ニルス・プリエン - オーラフ・Ｊ・アンダーソン (Olaf J. Anderson)
- ヘドヴィック・ボラン - アンダーソンの妻エーファ (Eva, seine Frau)
- マインハルト・マウル（ドイツ語版） - マタハリ公 (Prinz Matahari)
- ロニ・ネスト（英語版） - 子ども (Das Kind)

## 制作の背景
『ハラキリ』は、第一次世界大戦の直後、ドイツでエキゾチックな映画素材が盛んであった時期に生み出された。映画は、戦争末期の1918年に、デクラによって制作が発表された。当初は、オットー・リッパートが監督を務めていた。数か月後の1919年6月には、制作会社がヨーゼフ・ケーネンに監督を引き継がせようとした。最後的に、当時ハーゲンベック動物園で『蜘蛛』の撮影中だったフリッツ・ラングと契約が結ばれることとなった。リル・ダゴファーは、早い段階で、主役の「オタケさん」に選ばれた。
リル・ダゴファーをはじめ、パウル・ビーンスフェルト、ルドルフ・レッティンゲル、マインハルト・マウル、ゲオルク・ヨーンら、『蜘蛛』に出演していた俳優たちの多くがこの作品にも引き続き出演し、以降のラングの長編映画の多くにも参加することになった。
映画新聞『Film-Kurier』は、この映画の撮影中の様子を記事として2回取り上げた。
なお、ラングは生前、映画監督となる前の青年期に日本や中国を含むアジアへの大旅行をしたと称していたが、多くの研究者たちはこれを疑わしいと考えている。

## 制作
ラングは、ベルリン近郊のヴォルタースドルフの湖周辺の風景を長崎に見立ててロケーション撮影をおこなった。また、『蜘蛛』に引き続き、ハーゲンベック動物園にセットが組まれて撮影がおこなわれた。
撮影では、ハンブルクにあったハインリヒ・ウムラウフの民俗博物館から借用された日本の文物が、衣装や小道具として用いられた。

## 公開と評価
『ハラキリ』は、1919年12月18日に、ベルリンのマルモルハウスで封切られた。
公開当時の各種の映画評は、概ね好意的にこの作品を評した。カール・フィグドールは、日本の自然を表現するラングの手腕について「あなたはそれを再構成するために最善を尽くした (Du hast ja Dein Bestes versucht, ihn zu rekonstruieren.)」と賞賛した。
当時の映画雑誌『Der Film』は、俳優たち容貌や仕草は典型的な日本人のものではないとしながらも、「ハインリッヒ・ウムラフの舞台装置は限りなく本物で壮大だ (... die prächtige Ausstattung Heinrich Umlauffs so echt, so schön und großartig als nur möglich war)」と評した。
『ベルリン取引所新聞 (Berliner Börsen-Zeitung)』は、リル・ダゴファーの「小柄な日本女性の子どものように純真さの表現 (wie sie das kindlich-unschuldige der kleinen Japanerin wiedergibt)」を賞賛した。
『ベルリン日報 (Berliner Tageblatt)』は、この作品には「外面上の異国情緒以上のものがある (... gibt mehr als äußerliche Exotik.)」とし、リル・ダゴファーとともに、ニルス・プリエンの演技も好意的に評した。
日本のドイツ文学者である竹峰義和は、貴志康一が制作し1933年にドイツで公開された映画『鏡 (Spiegel)』を論じた2011年の論文の中で、『ハラキリ』を代表例に当時既に公開されていた日本を題材とした映画に言及しながら「そのほとんどは＜フジヤマ・ゲイシャ＞的なイメージを反復するにとどまっていた」と述べた。